# Krajów (Mazovie)
Pour les articles homonymes, voir Krajów.
Krajów (prononciation : [ˈkrajuf]) est un village polonais de la gmina de Przysucha dans le powiat de Przysucha de la voïvodie de Mazovie dans le centre-est de la Pologne.
Il se situe à environ 8 kilomètres au nord-est de Przysucha (siège de le powiat et de la gmina) et à 93 kilomètres au sud de Varsovie (capitale de la Pologne).
Le village compte approximativement une population de 100 habitants.

## Histoire
De 1975 à 1998, le village appartenait administrativement à la voïvodie de Radom.